# Abrahams Cove
Abrahams Cove est une localité designée, située sur l'Île de Terre-Neuve, dans la province de Terre-Neuve-et-Labrador, au Canada.

## Municipalités limitrophes